# Congreso Obrero de Barcelona de 1870

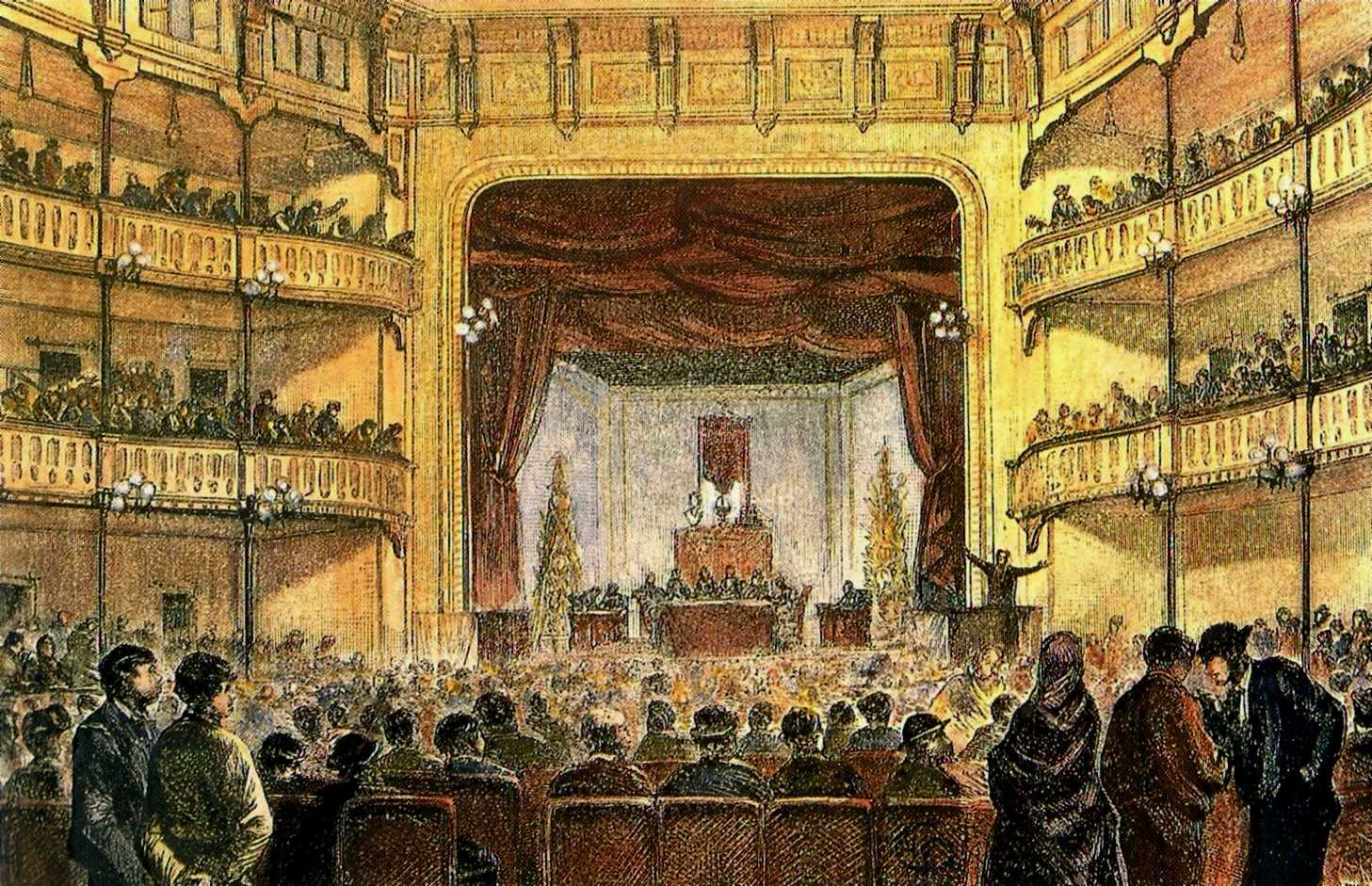
Un grabado del Congreso Obrero de 1870 que se celebró en el Teatro Circo de Barcelona.

El Congreso Obrero de Barcelona de 1870 (oficialmente: Primer Congreso Obrero Español) fue un congreso que reunió, del 18 al 26 de junio de 1870, a 89 delegados de sociedades obreras en Barcelona (España) y en el que se fundó la Federación Regional Española de la Primera Internacional (FRE-AIT). Se considera el acto fundacional del anarquismo en España.

## Antecedentes
La Revolución de septiembre de 1868 abrió un periodo de libertad en el que las sociedades obreras pudieron salir de la clandestinidad en que habían vivido durante la mayor parte del reinado de Isabel II. En octubre el Gobierno Provisional de 1868-1871 decretó la libertad de asociación y ese mismo mes se fundó en Barcelona la Dirección Central de las Sociedades Obreras en la que se integraron las que habían subsistido durante la clandestinidad y otras nuevas que se crearon entonces. En diciembre de 1868 la Dirección Central celebró un congreso de obreros de Cataluña en el que estuvieron representadas 61 sociedades. Entre sus dirigentes se encontraban hombres que luego serían figuras destacadas de la FRE-AIT: Rafael Farga y Antonio Marsal Anglora, nombrados secretarios de la organización; y Juan Nuet, Jaime Balasch, Clement Bové y Juan Fargas.

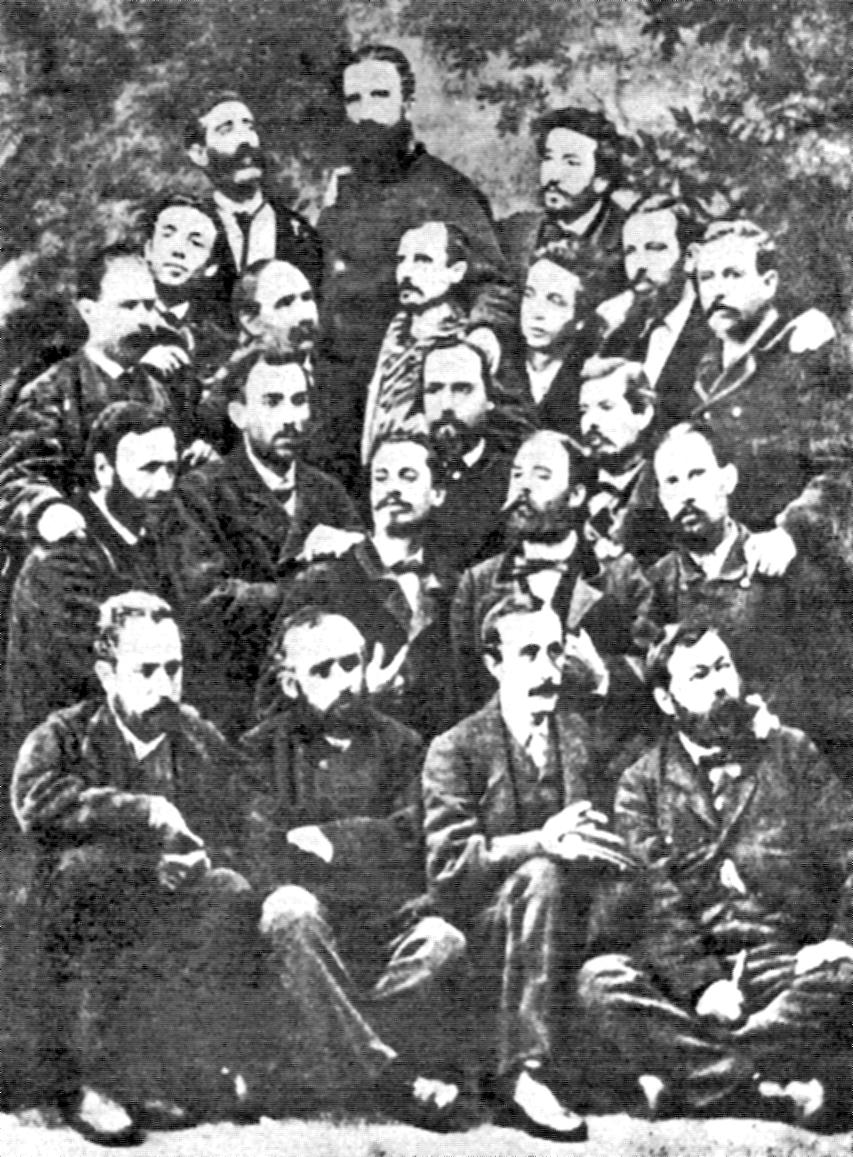
Grupo de fundadores de la Primera Internacional, en Madrid, en noviembre de 1868. Giuseppe Fanelli aparece en el centro, arriba del todo, con una larga barba.

Aunque la AIT fundada en Londres en 1864 ya era conocida en Barcelona, el contacto directo con la misma se produjo a través del italiano Giuseppe Fanelli, enviado por Bakunin, que llegó a Barcelona a finales de octubre de 1868 donde se entrevistó con los dirigentes de la Dirección Central. Después de pasar por Tarragona, Tortosa y Valencia, acompañado de Élie Reclus, Arístides Rey, Fernando Garrido y José María Orense, Fanelli se dirigió a Madrid adonde llegó el 4 de noviembre. Allí celebró una primera reunión en casa del litógrafo Julián Rubao Donadeu con el grupo de obreros que frecuentaban la agrupación cultural Fomento de las Artes. De allí surgiría el núcleo inicial de la Internacional en Madrid, formado por veintiuna personas: cinco pintores de la construcción, cuatro tipógrafos —uno de ellos Anselmo Lorenzo—, dos sastres, dos grabadores —uno de ellos Tomás González Morago—, dos zapateros, un carpintero, un dorador, un litógrafo, un cordelero, un equitador y un periodista. El grupo se formó el 24 de enero de 1869 pero no se convertiría oficialmente en la sección madrileña de la AIT hasta diciembre de ese año.
Fanelli les proporcionó documentos oficiales de la Internacional pero también de la Alianza Internacional de la Democracia Socialista, la organización anarquista secreta creada en septiembre de 1868 por Bakunin. En diciembre la Alianza había visto denegada su petición de ingreso en la AIT pero Fanelli lo desconocía cuando formó el grupo de la Internacional, de los que ocho de sus miembros también se integraron en la Alianza, sin ser conscientes de que lo que ésta propugnaba era contrario a lo aprobado por la Internacional, influenciada por las ideas de Karl Marx. Mientras la Internacional había acordado en su II Congreso «que la emancipación social de los trabajadores es inseparable de su emancipación política» y «que el establecimiento de libertades políticas es una medida principal de absoluta necesidad», la Alianza rechazaba «toda acción revolucionaria que no tenga por objeto inmediato y directo el triunfo de la causa de los trabajadores contra el capital» y propugnaba la desaparición del Estado, sustituido por la «unión universal de las libres asociaciones».
A principios de 1869 Fanelli llegó a Barcelona donde reunió a un grupo de más de veinte obreros en el taller del pintor José Luis Pellicer, tío del tipógrafo Rafael Farga, secretario general del Centro Federal de Sociedades Obreras y del Ateneo Catalán de la Clase Obrera. El grupo se transformó en sección barcelonesa de la AIT en mayo de 1869, siete meses antes que el de Madrid. En ambos casos con la misma confusión entre la Internacional y la Alianza, como si fueran la misma cosa. «Así, los primeros afiliados españoles a la AIT creían que el programa de la sociedad secreta bakuninista (supresión del Estado, rechazo de la política parlamentaria, abolición de las clases sociales y colectivización de la propiedad) coincidía con los principios de la Primera Internacional». Esta «combinación sui generis de los principios aliancistas y de la Internacional» «marcaría un rumbo particular al socialismo anarquista en España, proveyéndolo de una amalgama ideológica que, estrictamente hablando, no era la de la Asociación Internacional de los Trabajadores». Además estos primeros grupos se dotaron de un doble nivel organizativo: uno público y otro secreto.
Sin embargo la mayoría del movimiento societario seguía apoyando al republicanismo federal, aunque el fracaso de la insurrección de septiembre y octubre de 1869, así como el incumplimiento de las promesas del Gobierno Provisional de 1868-1871 de suprimir los consumos y las quintas, hizo crecer el sentimiento antipolítico lo que propició que los internacionalistas/aliancistas intensificaran su campaña de propaganda contra el Partido Republicano y contra la participación obrera en las elecciones. También ayudó a la difusión del antipoliticismo la dura represión policial que se desencadenó con motivo del «motín contra las quintas» de Barcelona de abril de 1870. «En este ambiente fue posible que el núcleo dirigente bakuninista barcelonés hiciera triunfar algunas de sus propuestas en el primer congreso obrero español, que tuvo lugar en Barcelona en junio de ese año».

## Convocatoria
En enero de 1870 el grupo de Madrid, que ya contaba con 23 secciones de oficio, sacó a la calle el periódico La Solidaridad, en cuya redacción participaban Vicente López, Hipólito Pauly, Máximo Ambau, Juan Alcázar, Anselmo Lorenzo, Francisco Mora y Tomás González Morago. En su número del 12 de febrero La Solidaridad propuso la celebración de un congreso obrero en Madrid el primer domingo del mes de mayo —al que invitaba a acudir a «todas las sociedades de trabajadores, constituidas o en proyecto, adheridas o no a la Internacional, pero que estén conformes con sus estatutos generales»—, pero la sección de Barcelona alegó que la capital contaba con pocas sociedades obreras, y el periódico La Federación propuso que se consultara a los centros federales, organizándose una votación en la que participaron afiliados de 26 localidades de toda España. Ganó Barcelona, que obtuvo 10.030 votos, mientras Madrid consiguió 3.370, quedando muy por detrás Zaragoza (694 votos), Valencia (648), Reus (20) y Alcázar de San Juan (8). Así pues, se decidió que el Congreso se celebrara en Barcelona en lugar de Madrid porque la mayoría de las 149 sociedades obreras que habían tomado la iniciativa —y que contaban con 15.216 asociados— eran catalanas.
La fecha prevista del primer domingo de mayo se aplazó debido a la declaración del estado de sitio en Barcelona a causa del motín de la quintas que había estallado esa primavera.
A principios de junio, pocos días antes de iniciarse el Congreso, la Sección de Madrid aprobó la siguiente resolución, claramente bakuninista: «se aconseja que la Internacional se separe completamente de todo lo que pudiera tener un carácter de política de clase media».

## Desarrollo

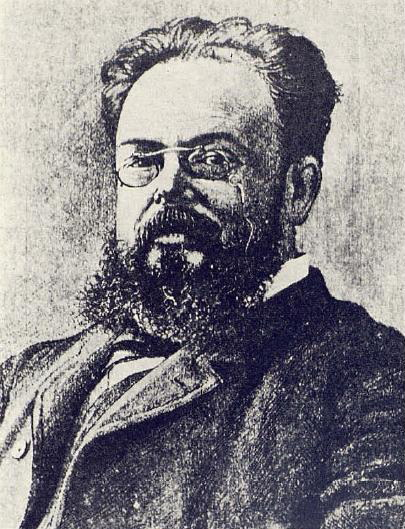
Rafael Farga, uno de los promotores del Congreso y el primer presidente de las sesiones

El congreso comenzó sus sesiones el 18 de junio de 1870, según Josep Termes, o el 19, según Manuel Tuñón de Lara, en el Teatro Circo de Barcelona. Asistieron 89 delegados, 74 de sociedades obreras catalanas —33 del sector textil y el resto de oficios preindustriales como sastres, zapateros o albañiles—, que representarían a 15.000 afiliados. Además de la catalana, hubo delegaciones de Baleares, Valencia, Alcoy, Cartagena, Málaga, Arahal, Jerez de la Frontera, Cádiz, Ezcaray, Valladolid, etc. En bastantes ocasiones la representación de las sociedades de fuera de Cataluña la ostentaron miembros del Centro Federal de Barcelona —el mismo Farga Pellicer, representaba al Centro de Cartagena y a los sastres, panaderos y pintores de Cádiz—. La presidencia la ostentó inicialmente Farga Pellicer pero la cedió a André Bastelica, un refugiado francés que un año después participaría en la Comuna de París. Los dos primeros días estuvieron dedicados a que las delegaciones expusieran la situación de sus organizaciones y de los trabajadores de sus localidades. Según contó tiempo después uno de los asistentes, durante esas dos primeras sesiones

hicieron uso de la palabra muchos delegados para dar cuenta del estado moral y material de la clase obrera en sus respectivas localidades, presentando el conjunto un cuadro desgarrador de los malos tratos, penalidades y miserias bajo las cuales se veía agobiada la clase trabajadora. Era aquello una tremenda acusación lanzada contra la sociedad burguesa por las víctimas de su inicua explotación.

Desde la primera sesión el congreso se presentó adherido a la Primera Internacional. Así lo afirmó Farga Pellicer en el discurso inaugural: «venís aquí a afirmar la grande obra de la Asociación Internacional de los Trabajadores... que contiene en sí la emancipación completa del proletariado... [y] bajo cuya bandera se cobijan ya cerca de tres millones de obreros, esclavos blancos y esclavos negros». Al terminar el Congreso Francisco Tomás Oliver habló a los reunidos como «delegados de las secciones españolas de la Asociación Internacional de Trabajadores».
En el Congreso estuvieron representadas tres corrientes: la bakuninista que era «antipolítica, antiestatal, colectivista y solo relativamente favorable al desarrollo de las sociedades obreras»; la sindicalista, subdividida a su vez entre una tendencia «apolítica» y otra «política», esta última favorable a continuar participando en el movimiento republicano-federal; y la cooperativista, poco interesada en la declaración de huelgas.
En el Congreso se discutieron cuatro grandes temas. El primero fue la acción sindical —«la resistencia»— sobre el que se acordó la necesidad de crear sociedades obreras y de declarar huelgas reivindicativas —en este punto los bakuninistas aceptaron los postulados de los sindicalistas y así derrotaron fácilmente al sector cooperativista—, aunque estas últimas no se consideraron un fin en sí mismas sino un medio para avanzar hacia la revolución social y alcanzar así «la completa emancipación de las clases trabajadoras» realizada por ellas mismas. Con este acuerdo, aprobado por 47 votos contra 2 y 23 abstenciones, «la resistencia dejaba de ser una actitud de tipo socio-profesional, para transformarse en socio-política, aunque tanto repugnase a aquellos hombres la expresión "política"». «Se imponía un nuevo tipo de acción sindical, la "resistencia solidaria", que significaba la superación del viejo "societarismo" en el que cada sociedad obrera era responsable únicamente de sus propias huelgas, que tenía que financiar con sus propios fondos». Así lo explicó uno de los redactores del dictamen, el bakuninista Anselmo Lorenzo:

Así es que no se trata de organizar sociedades de resistencia que sólo tengan relaciones entre los individuos que componen la sociedad, se trata de aunar los mismos intereses entre las distintas sociedades que pueden fundarse en una localidad, es decir, se trata de organizar la resistencia asociándose todos los trabajadores...

El segundo tema fueron las cooperativas. En este punto de nuevo fueron derrotados los cooperativistas, pues sólo se aceptó la existencia de las cooperativas de consumo, pero no las de producción. Así, «la cooperación quedó subordinada a la iniciación de los obreros y a la propaganda para la repetida emancipación general». Como ha señalado Josep Termes, «el cooperativismo como fórmula de emancipación social sufrió, en el congreso de Barcelona, un duro golpe del que no se llegó a resarcir». El bakuninista Tomás dijo:

Creo que se ha dicho que la cooperación era un medio directo para llegar a la completa y radical emancipación de la clase trabajadora, con lo que no estoy conforme... Yo creo que para que los trabajadores puedan llegar a su completa y radical emancipación es necesario hacer una Revolución social.

El tercer gran tema tratado en el Congreso fue el de la organización social de los trabajadores. Se acordó que la base la constituirían los sindicatos de oficios locales que a su vez se federarían con los del mismo ramo de otras poblaciones. La federación resultante sería la que dirigiría las acciones reivindicativas. Asimismo los sindicatos de oficio de una misma localidad se agruparían para formar una federación local obrera, que a su vez se unirían al resto de federaciones locales para constituir la Federación Regional, la cual se integraría en la Asociación Internacional de Trabajadores (AIT), cuyo objeto «es llegar cuanto antes a la revolución social para lograr la emancipación económicosocial de los trabajadores». «Los anarquistas estrictos consideraban que estas federaciones locales y regionales eran los embriones de los futuros órganos de gestión de los municipios y del país, y que prefiguraban los instrumentos de gobierno que habrían de implantarse cuando se hubiera abolido el Estado y la propiedad privada y se hubiera instaurado la propiedad colectiva». Los cooperativistas presentaron un dictamen alternativo de tipo reformista en el que se pedía la formación de jurados mixtos, cooperativas, bancos de crédito al trabajo y la intervención del Estado para abordar la cuestión social, pero resultó derrotado. Un bakuninista andaluz les respondió:

¡Qué hermanos! ¿Queréis uniros al estado cuando nos proponemos su destrucción?... Paréceme que no, pues decís en vuestro escrito, que así obtendremos nuestra emancipación. ¿Pero abrigáis la esperanza acaso de que el estado, para darnos vida se sucide? [...] Todas las concesiones que al estado hemos arrancado han sido truncadas; han sido halagos pasajeros para contener nuestras aspiraciones más radicales que han de pedirle su aniquilamiento... Nos ha dado, digo, el sufragio universal y él es, según del escrito que combato se desprende, la arma poderosa que esgrimida por nosotros nos dará la victoria. ¿Y qué es el sufragio universal? Un sarcasmo para el trabajador, en tanto que no exista la igualdad social.

El cuarto y último tema fue sin duda el más polémico y al que se dedicó más tiempo. Se trataba de determinar la actitud que se debía mantener hacia la política. Los bakuninistas —que habían preparado las propuestas en reuniones previas y secretas de la Alianza— intentaron convencer a los delegados sindicalistas políticos y a los cooperativistas de las virtudes del «antipoliticismo» pero éstos siguieron defendiendo la República federal. Al final se llegó a un acuerdo de cierta ambigüedad en el que «no se definía con claridad el antipoliticismo (es decir, la oposición global y sistemática a los partidos políticos, las elecciones y los parlamentos) sino un apoliticismo que, al recomendar a las sociedades obreras que renunciaran, como colectividades, a la política, no impedía la acción política de sus afiliados si se los consideraba de manera individual». El acuerdo en realidad fue el resultado de la aceptación por parte de los bakuninistas del "apoliticismo" de los sindicalistas que defendían que había que dejar la política fuera del debate interno de las sociedades obreras, para así agrupar a todos los obreros independientemente de las ideas que tuvieran, y supuso la derrota de los sindicalistas políticos favorables al republicanismo federal. Así pues,  como ha señalado Josep Termes, «en el Congreso de Barcelona no se produjo exactamente la victoria del antipoliticismo bakuninista, sino el de una coalición de anarquistas y de sindicalistas apolíticos».
La minoría que se manifestó en contra del dictamen y defendió la participación política utilizó argumentos como el siguiente:

Para alcanzar sucesivamente protección del estado creo que es preciso que los obreros debamos tomar parte en las elecciones de los municipios, en las elecciones de las diputaciones provinciales, y más aún en las de diputados a Cortes, eligiendo obreros o personas que por sus ideas sean conocidos protectores de la clase obrera; porque es claro, ciudadanos, que si los capitalistas y los privilegiados hacen las leyes, siempre las harán en favor suyo, al paso que si los obreros tomasen parte en la formación de estas leyes, ciertamente que las harían en favor nuestro. He aquí por qué creo que los obreros debemos tomar parte más activa en dichas elecciones.

El periódico republicano federal La Campana de Gràcia calificó a los delegados que votaron a favor del apoliticismo de «imbéciles o de traidores a la causa del obrero».
Francesc Tomàs Oliver valoró así este punto en sus Apuntes históricos del nacimiento de las ideas anarco-coletivistas en España publicados en La Revista Social entre 1883 y 1885:

El Congreso de Barcelona… fue el primero donde proclamaron las ideas anarco-colectivistas unos 50 de los 85 delegados que tomaron parte en sus deliberaciones. […] Una parte de los delegados que votaron con la mayoría entendían que como sociedad, como corporación, no debían hacer política burguesa o parlamentaria, pero como individuos podían afiliarse a cualquiera de los partidos políticos. Esta falsa interpretación dio lugar a que, en los momentos críticos, muchos de los internacionalistas fuesen más amigos de los partidos burgueses que de dicha asociación. […] Cuando se celebró este, los federales ejercían mucha influencia y, para que algunos delegados como los Bochon y los Nuet votaran el dictamen sobre la actitud de la Internacional con relación a la política, hubo que suprimir del preámbulo las frases más combativas contra el Partido Federal.

Se eligió un Consejo Federal integrado por miembros de la sección de Madrid porque allí se decidió situar su sede. Así fueron elegidos Anselmo Lorenzo, Tomás González Morago, Enrique Borrel, Francisco Mora y Ángel Mora. Según Josep Termes, que el Consejo no radicara en Barcelona, como hubiera sido lo lógico pues era «la plaza fuerte del obrerismo», posiblemente se debió a que la mayoría de los delegados de las sociedades catalanas —unos 40 sobre un total de 74— no habían apoyado la línea radical apolítica aprobada en el Congreso. Eso es lo que explicaría también que los siguientes congresos no se celebraran en Barcelona ni en Cataluña, sino en Zaragoza, Córdoba y Madrid, «ciudades que por aquel entonces apenas tenían relevancia en cuanto al movimiento obrero».
Después de haber decidido celebrar el siguiente en Valencia, se clausuró el congreso el sábado 25 de junio, celebrándose al día siguiente, domingo, una serie de actos. A los ocho de la mañana comenzó un desfile con el pendón de la AIT al frente, que llevaba la frase «No más derechos sin deberes, no más deberes sin derechos», y a continuación se celebró un mitin al que asistieron unos 10.000 obreros que cerró Farga Pellicer aludiendo a «la grande obra de la Internacional» y a que «sólo la Revolución social podía realizar nuestra emancipación social».
Poco después circularon estos versos llamando a los obreros a incorporarse a la AIT:

Suene la hora de justicia,
 de reforma radical;
 nuestro escudo por divisa,
 sea la Internacional.
 A su sombre cobijados
 paz tendremos, atención:
 que a fundar vamos, hermanos,
 ya nuestra Emancipación.

## Consecuencias
No todas las sociedades obreras existentes entonces en España —unas 195 que tenían unos 25.000 asociados— se integraron en la FRE-AIT. El número de afiliados a ésta osciló entre un mínimo de 1.764 en abril de 1871 y uno 15.000 en agosto de 1872, lo que la convertía en una de las federaciones regionales más importantes de la Primera Internacional.  Las federaciones locales—13 y 33 en proceso de constitución— fueron muy desiguales en cuanto al número de integrantes —la de Barcelona llegó a alcanzar los 6.000 miembros, mientras que la Madrid nunca superó los 200—.